# Bor (Russie)
Pour les articles homonymes, voir Bor.
Bor (en russe : Бор) est une ville de l'oblast de Nijni Novgorod, en Russie, et le centre administratif du raïon de Bor. Sa population s'élevait à 77 000 habitants en 2024.

## Géographie
Bor est située sur la rive gauche de la Volga, en face de Nijni Novgorod. La ville se trouve à 6 km au nord-est de Nijni Novgorod à vol d'oiseau, mais à 34 km par la route.

## Histoire
L'origine de Bor remonte au XIIIe siècle. C'était alors le village Veslomskaïa Slobodka, qui se trouvait à un kilomètre au sud de son emplacement actuel. Depuis le XIVe siècle, le village s'appelle Bor, qui signifie « forêt de conifères » en slave ancien.
Bor accède au statut de commune urbaine en 1931 et à celui de ville en 1938. Bor est reliée à Nijni Novgorod par un pont construit en 1965, un service de transbordeurs et un télécabine construit en 2012.
En 2005, la ville de Bor absorbe trois communes urbaines (Bolchoïe Pikino, Neklioudovo et Oktiabrski) ainsi que le village de Letnevo.

## Population
Recensements (*) ou estimations de la population
| 1897* | 1926* | 1931   | 1939*  | 1959*  | 1970*  |
| ----- | ----- | ------ | ------ | ------ | ------ |
| 1 800 | 8 143 | 11 800 | 25 120 | 42 866 | 55 412 |

| 1979*  | 1989*  | 2002*  | 2010*  | 2012   | 2013   |
| ------ | ------ | ------ | ------ | ------ | ------ |
| 62 579 | 64 512 | 61 525 | 78 058 | 78 004 | 78 015 |

## Économie
L'économie de Bor est étroitement liée à celle de la métropole voisine, Nijni Novgorod. Les principales entreprises de Bor sont :
- OAO Nijegorodski Teplokhod (ОАО « Нижегородский теплоход ») : électrodes, forgeage, moulage d'acier, équipement portuaire.
- AOZT Borski Silikatny Zavod (АОЗТ « Борский силикатный завод ») : briques de silicate pour le bâtiment.
- OAO Borski Steklozavod (ОАО « Борский стеклозавод ») : verre poli, verre à vitre, verre blindé, vitrage d'isolation, verre trempé pour l'industrie automobile, miroirs. Cette usine appartient depuis 1997 à la société belge Glaverbel, elle-même membre du groupe japonais Asahi Glass Company (AGC). C'est le premier site de production de verre plat de Russie avec une capacité de 1 100 t/jour plus 900 000 unités pour l'industrie automobile[2].
- OAO Borskaïa Fabrika Nervitchnoï Obrabotki Chersti (ОАО « Борская фабрика первичной обработки шерсти ») : premier traitement de la laine.